# Catedrala din Napoli
Catedrala din Napoli (în italiană Duomo di Santa Maria Assunta) este un monument istoric și de arhitectură din Napoli.

## Baptisteriul din secolul al IV-lea
În interiorul catedralei se găsește baptisteriul din secolul al IV-lea, decorat cu mozaic.

## Galerie de imagini

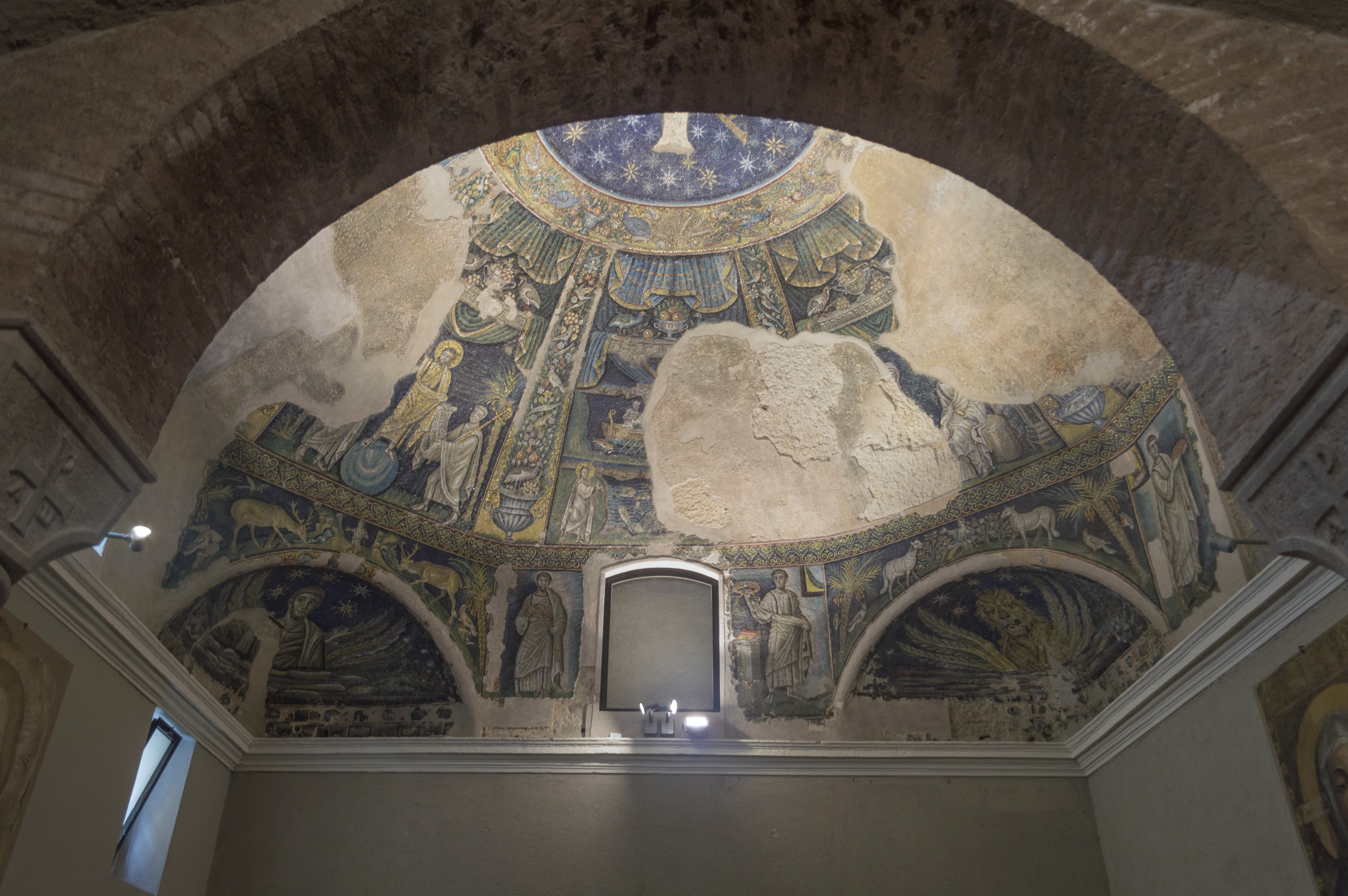
Baptisteriul
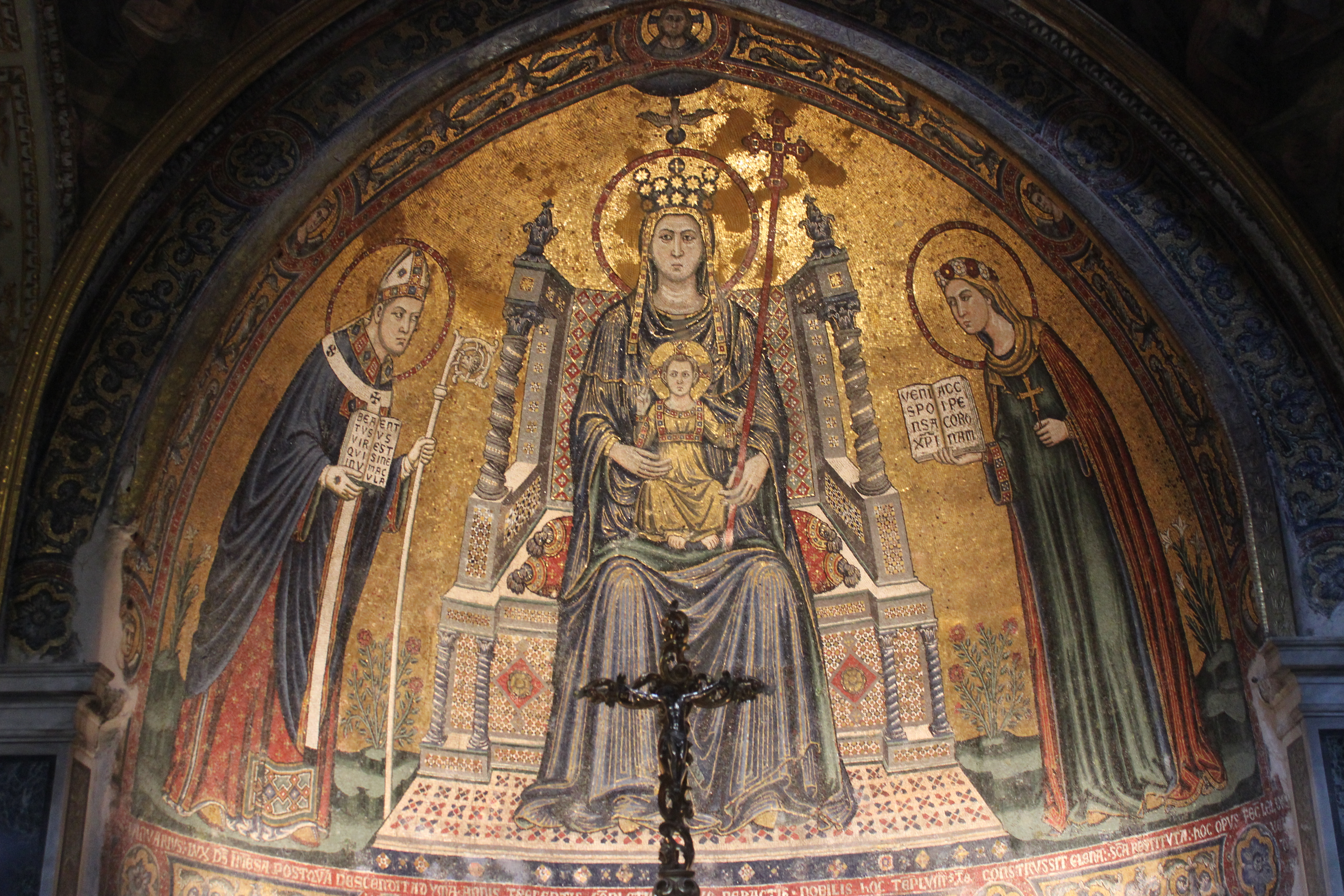
Mozaicul din nava Sfintei Restituta (sec. al XIII-lea)